# Aloe saudiarabica
Aloe saudiarabica är en grästrädsväxtart som beskrevs av T.A.Mccoy. Aloe saudiarabica ingår i släktet Aloe och familjen grästrädsväxter.
Artens utbredningsområde är Saudiarabien. Inga underarter finns listade i Catalogue of Life.